# Braud-et-Saint-Louis
Braud-et-Saint-Louis é uma comuna francesa na região administrativa da Nova Aquitânia, no departamento da Gironda. Estende-se por uma área de 48,46 km². Em 2010 a comuna tinha 1 599 habitantes (densidade: 33 hab./km²).